# گیاه خودکشی
گیاه خودکشی (نام علمی: Dendrocnide moroides) نام یک گونه از سرده گزنده‌دار است.